# Pico Polaco
Pico Polaco – (dosł. Szczyt Polski) szczyt w należącym do Andów łańcuchu górskim Cordillera de la Ramada, znajdujący się na terytorium Argentyny. Wznosi się na wysokość 6050 m n.p.m.
Szczyt został odkryty w 1934 r. przez uczestników pierwszej polskiej wyprawy andyjskiej. Polacy podjęli próbę jego zdobycia, jednak pogorszenie warunków pogodowych zmusiło ich do wycofania się, a szczyt pozostał niezdobyty do 1958 r. Uczestnicy wyprawy oznaczyli wierzchołek jako „N”; nazwa Pico Polaco została nadana przez Argentyńczyków w okresie późniejszym, w uznaniu dla osiągnięć polskiej ekspedycji. Szczyt zdobyto w 1958 roku.